# Razaaq Adoti
Razaaq Adoti (Londra, 27 giugno 1973) è un attore britannico,  di discendenza nigeriana.

## Biografia
È nato a Forest Gate, una frazione di Londra. Ha iniziato la sua attività all'età di 17 anni, lavorando al National Youth Theatre, con cui vinse anche il primo premio all'Edinburgh Festival Fringe.

## Filmografia parziale

### Cinema
- Amistad, regia di Steven Spielberg (1997)
- Gangster n° 1 (Gangster No. 1), regia di Paul McGuigan (2000)
- Black Hawk Down - Black Hawk abbattuto (Black Hawk Down), regia di Ridley Scott (2001)
- Resident Evil: Apocalypse, regia di Alexander Witt (2004)
- Haven, regia di Frank E. Flowers (2004)
- Doom, regia di Andrzej Bartkowiak (2005)
- The Commander (Second in Command), regia di Simon Fellows (2006)
- The Hard Corps, regia di Sheldon Lettich (2006)
- Cover, regia di Bill Duke (2007)